# Herzschule
Herzschulen sind meist interdisziplinäre ärztlich-therapeutische Einrichtungen für Menschen mit Herz-Kreislauf-Erkrankungen zur Schulung eines herzschonenden Verhaltens. Der Begriff „Herzschule“ ist nicht geschützt. Es finden sich hierunter kardiologische Abteilungen von Krankenhäusern, Psychotherapeuten, niedergelassene Ärzte, aber auch paramedizinische Anbieter. Der Begriff hat in die medizinische Fachliteratur bisher keinen Eingang gefunden.

## Zielsetzung und Zielgruppe
Das Ziel einer Herzschule ist es, herzkreislauferkrankte und herzkreislaufgefährdete Menschen ganzheitlich zu erfassen und zu unterstützen. Das Angebot richtet sich an Patienten mit chronischen Herz-Kreislauf-Erkrankungen (Bluthochdruck, koronare Herzerkrankung, Herzschwäche, Herzrhythmusstörungen), aber auch an ihre Angehörigen. Auch Menschen mit Prädispositionen für eine zukünftige Herz-Kreislauf-Erkrankung erhalten durch eine Herzschule Hilfestellungen.

## Konzept
Das Konzept der Herzschulen wendet sich an den ganzen Menschen, nicht nur an seine Krankheit und deren Symptome. Es berücksichtigt den Prozess der Krankheit im Kontext der gesamten Lebensgeschichte eines sich entwickelnden Menschen. Nach dem Einsatz der notwendigen und häufig lebensrettenden kardiologischen und/oder kardiochirurgischen Maßnahmen, steht in der anschließenden Rehabilitation die Lebensstiländerung durch gesunde Ernährung, Bewegung, Nikotinverzicht, psychologische Betreuung im Vordergrund, um ein Fortschreiten der Erkrankung zu verhindern.
Herzschulen regen zu einer Lebensstilveränderung unter ärztlicher und seelischer Begleitung an. Neben einer gesunden Lebensführung gehören die Aufklärung über die Ursachen krankhafter Prozesse und deren Umwandlung in gesunde Abläufe dazu. Durch künstlerische Therapien, Achtsamkeitsschulung, Atemtherapie, Ernährungsschulung, psychologische Beratung und Bewegungstherapie werden ganzheitliche Prozesse im Menschen angeregt, die die Eigenaktivität, die Selbstwahrnehmung und die Öffnungsbereitschaft schulen.
Umfang und Organisationsform
Die Herzschulen in Deutschland arbeiten meist mit einer intensiven Einführungsphase (Intensivwoche oder -wochenende) und einer ein- oder halbjährigen Phase mit monatlichen drei- bis vierstündigen Kursterminen. Ein Zuschuss zu den Kosten durch die Krankenkasse ist je nach Kasse und Einzelfallantrag möglich.

## Lehrinhalte
Psychologisch-therapeutische Arbeit
- Bewusstmachung der eigenen gesundheitlichen Situation
- Anregung seelischer Selbstheilungskräfte
- Erkennen biographischer Gesetzmäßigkeiten: Typische Lebenskrisen und ihr Verlauf
- Erweiterung der Dialogfähigkeit: in der Gruppe, im Zwiegespräch, im inneren Dialog

Bewegung und Entspannung
Körperliche Bewegung und die Vermittlung von Methoden zur Entspannung sind wichtige Bestandteile der Herzschule.
- Bewegungstraining z. B. im Rahmen von Herzsport
- Rhythmisches Schreiten
- Meditative Entspannung
- Heileurythmie

Herzgesunde Ernährung
Die mediterrane Ernährung bildet die Basis der herzgesunden Ernährung.
- Ballaststoffreiche Ernährung
- Bedeutung ungesättigter Fettsäuren
- Fleischarme Ernährung
- Saisonale und regionale Produkte
- Gemeinsames Essen

Kunsttherapie
- Maltherapie
- Musiktherapie